# Jean-Charles Thomas

Bischofswappen

Jean-Charles Thomas (* 16. Dezember 1929 in Saint-Martin-des-Noyers; † 14. Oktober 2023 in Machecoul) war ein französischer Geistlicher und römisch-katholischer Bischof von Versailles.

## Leben
Jean-Charles Thomas empfing am 5. Juli 1953 durch Bischof Antoine-Marie Cazaux das Sakrament der Priesterweihe für das Bistum Luçon.
Papst Paul VI. ernannte ihn am 13. März 1972 zum Weihbischof in Aire und Dax und Titularbischof von Gemellae in Numidia. Der Bischof von Luçon, Charles-Auguste-Marie Paty, spendete ihm am 1. Mai desselben Jahres die Bischofsweihe; Mitkonsekratoren waren Marius-Félix-Antoine Maziers, Erzbischof von Bordeaux, und André Pierre Louis Marie Fauchet, Bischof von Troyes.
Am 4. Februar 1974 wurde er zum Bischof von Ajaccio ernannt. Papst Johannes Paul II. ernannte ihn am 23. Dezember 1986 zum Koadjutorbischof von Versailles. Mit dem Rücktritt von Louis-Paul-Armand Simonneaux am 4. Juni 1988 folgte er ihm als Bischof von Versailles nach. Am 11. Januar 2001 nahm Papst Johannes Paul II. seinen vorzeitigen Rücktritt an.
Im Oktober 2023 starb Jean-Charles Thomas im Alter von 93 Jahren.